# 黔城站
黔城站是位于中华人民共和国湖南省怀化市洪江市黔城镇的一个铁路车站，有焦柳铁路经过该站。目前车站隶属广铁集团怀化车务段，客运每日有怀化至塘豹的慢车停靠，2025年3月1日新增往长沙站方向的始发列车；货运办理货场和专用线货物到发。
2019年车站在焦柳铁路电气化工程中重建站房。新站房建筑面积为2468.93平方米，主体结构二层，候车大厅一层。车站站场设有4条到发线，并设有通往洪江市第一木材公司的专用线。